# Bənəniyar
Bənəniyar è un comune dell'Azerbaigian situato nel distretto di Culfa.